# NGC 811
NGC 811 (również PGC 7870) – galaktyka soczewkowata (S0?), znajdująca się w gwiazdozbiorze Wieloryba. Odkrył ją Francis Leavenworth w 1886 roku, jednak pozycja podana przez niego obarczona była dużym błędem, co doprowadziło do problemów z identyfikacją tego obiektu. PGC 7870 znajduje się 50" na zachód od pozycji podanej przez odkrywcę. Większość źródeł (np. baza SIMBAD czy NASA/IPAC Extragalactic Database) identyfikuje NGC 811 jako położoną 1° na południe galaktykę PGC 7905, co jest błędne, gdyż nie zgadza się z opisem Leavenwortha mówiącym o gwieździe o jasności 10m znajdującej się minutę na południe od obiektu.